# Mezholezy u Černíkova
Pour les articles homonymes, voir Mezholezy.
Mezholezy ou Mezholezy u Černíkova (en allemand : Meßholz) est une commune du district de Domažlice, dans la région de Plzeň, en République tchèque. Sa population s'élevait à 104 habitants en 2017.

## Géographie
Mezholezy se trouve à 13 km à l'est-sud-est de Domažlice, à 42 km au sud-ouest de Plzeň et à 122 km à l'ouest-sud-ouest de Prague.
La commune est limitée par Němčice à l'ouest et au nord-ouest, par Černíkov au nord et à l'est, et par Úsilov au sud.

## Histoire
La première mention écrite de la localité date de 1379.